# 澎湖西衛麵線

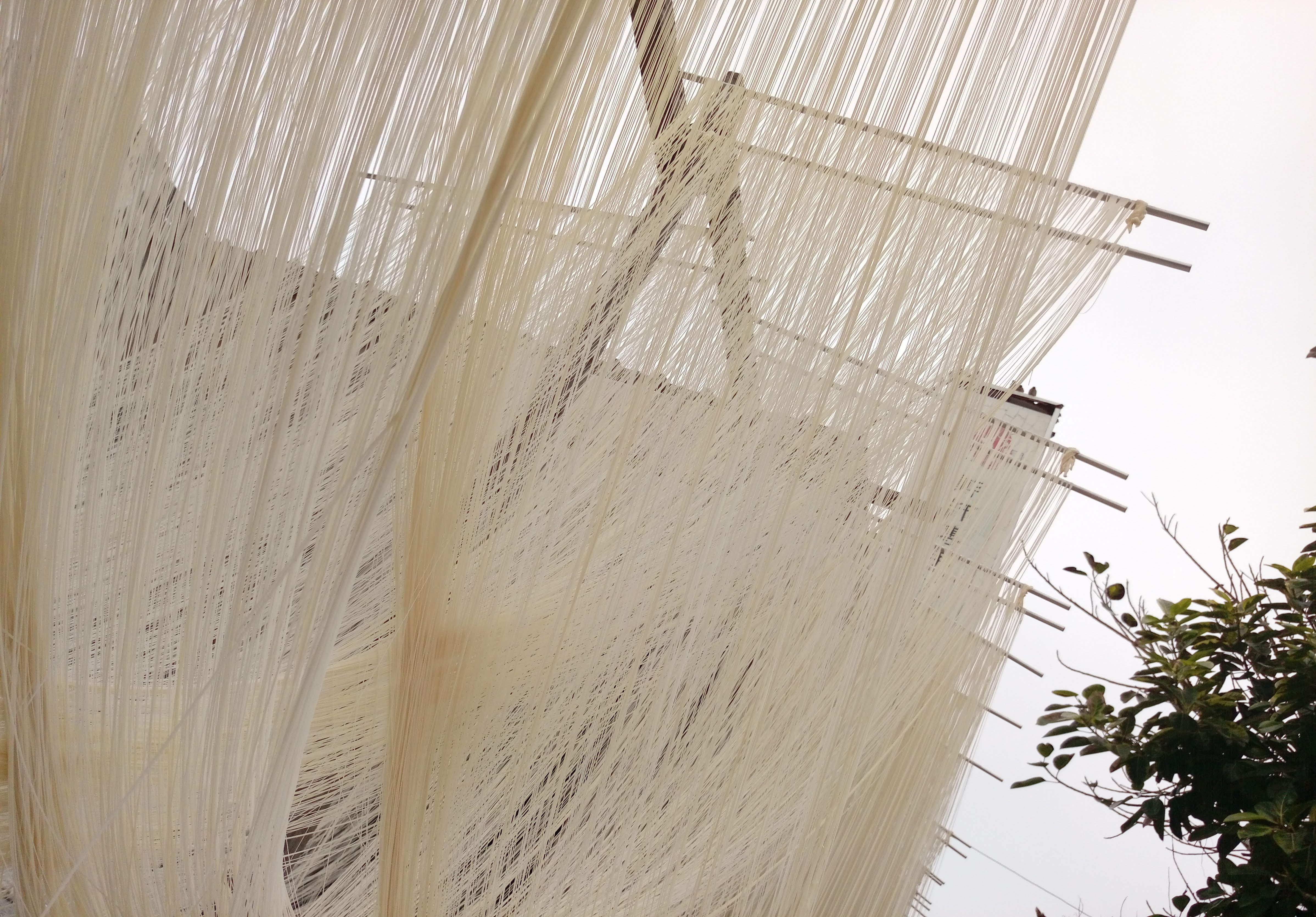
馬公市西衛里：知名手工麵線產地，當地有「銀線之里」的美譽。

澎湖西衛麵線（英語：The Siwei Vermicelli of Penghu），台灣的澎湖縣馬公市西衛里自清代以降，因當地氣候與地理環境使然，歷代便聚集不少手工麵線師傅落腳，於是乃有「西衛麵線」之名傳開。:6-7

## 歷史
手工麵線技法源自中國福建，約於清代中葉傳入台灣，依照台灣當地分類習慣，主要有「本地麵線」與「福州麵線」兩大派系，而澎湖西衛師傅屬於「福州麵線」系統。:6-7
西衛里是澎湖縣開發史中記載頗為早期的漢人聚落，最初可追溯南明永曆十五年（1661年），鄭成功進攻盤據安平的荷蘭東印度公司之前，先於澎湖登陸，並在文澳設立安撫司，另派楊祖、林福、張在三名將領分別駐守「東衛」、「中衛」與「西衛」，扼守媽宮港北方岸口。
1684年，康熙皇帝將澎湖與台灣納入清帝國版圖，行政體制大多延續明鄭東寧王國的舊制，沿用「西衛社」的舊名，同樣將西衛做海防據點，由「澎湖水師協右營」管轄:6，故西衛聚落多與「班兵」、「汛兵」等軍職兵卒有所淵源。
清代以後移民漸眾，製麵技術一併傳入澎湖，西衛當地也因具備降雨量少、日照充足、強風吹拂且鄰近海濱等優勢，成為手工麵線得天獨厚的製麵場域。:7

## 製麵系統
手工麵線工藝同大多數傳統工藝一般，多採父子相繼或師徒制等口述授業模式，文字記錄不豐。根據馬公市公所2007年間的訪查，西衛手工麵線大致分為兩大系統，分別是「麵線間」與「鄭家」：

### 麵線間系統
麵線間初祖李太（又作李泰、李振泰）生於咸豐六年（1856年），西衛社人士，原「澎湖水師協左營」良文汛（今湖西鄉龍門村、尖山村附近）汛兵李順興後裔，李太拜入一不知名唐山師傅手下習藝，傳長子李羽（1893年生）、次子李木（1900年生）與三子李沙（1902年生），亦傳藝於兄長李各的三名兒子：李遂（1880年生）、李佑（1882年生）與李勇（1883年生）。
日治時期李家麵線師傅都集中在西衛製作麵線，當地人便稱李家麵線為「麵線間」，以喻李家麵廠規模之龐大可觀。
不過民國80年（1991年）之後，李家麵線師傅逐一老去凋零，後代子孫多遷移至台灣本島，留在故鄉的則另謀他業，手工麵線技藝由是斷絕於李家。
麵線間系統幸有雇工王丙丁延續手藝；王丙丁45歲開始在麵線間工作，民國40年（1951年）起因有美援麵粉挹注，原料取得容易，便招兒子王癸和媳婦一同學習。王癸傳藝兒子王清發，王清發開辦「連發商號」，後由王清發長子王永固經營。
西衛里民吳條因有親戚在「連發商號」工作，吳條便向親戚習藝，之後開辦「吳記麵線」，由其子吳安邦繼承。:8

### 鄭家系統
鄭家系統初祖鄭詰生於咸豐三年（1853年），因緣際會結識製麵的唐山師傅，並向之學習，然後與其弟鄭方（1862年生）傳予下一代：鄭桃、鄭晏、鄭取；迄今傳藝至第五代，現今總計有十家商號為「鄭家系統」所出，可謂開枝散葉：包括西衛王姓家族的商號，其母乃鄭家女兒，王家兄弟從母親娘家習藝之後，各自開辦商號、又有一吳進義者曾蒙「鄭桃」一系的鄭得金授業，藝成另行開設「寶猜商號」。:9-10

## 特色
本文引自《金采手藝．銀線之里：西衛麵線的故事》:12：

### 製法
- 麵糰：將麵粉放在大缸中，麵粉中間挖洞，依當日天氣狀況，判斷注入鹽水的比例。
- 桿麵：麵粉經過充分攪拌均勻之拌成麵糰，將麵糰取出置於竹盤上搓揉約30分鐘。麵糰經搓揉有效提升彈性，再分成四等份壓平，揉捲成圓桃狀，並抹上少許沙拉油。
- 拉麵：兩手手指伸入圓桃狀麵糰中間，將之拉開成圈圈狀，再將麵糰搓細拉長，寬度搓到約一公分左右再截斷，分置於六角盤中。
- 醒麵（行筋）：取出麵線頭，透過雙手纏繞，順勢圍繞成S型垂放於兩根竹竿（或鋁桿）上，灑上麵粉，靜置醒麵。
- 甩麵：醒麵後拿到戶外，亦放在竹竿上吊掛，中間需經過巧勁將麵條甩長，甩麵步驟需一直重複，直到麵線線條細如髮絲為止。
- 曬麵：甩好的麵線一排排垂掛在竹竿上，讓日光曬乾或者海風吹乾，反面再曬一次直至全乾，才算告一段落。

### 差異
|        | 手工麵線                                                          | 機器麵線                                                |
| ------ | ----------------------------------------------------------------- | ------------------------------------------------------- |
| 製程   | 12-15小時／包（麵粉）                                             | 4-6小時／包（麵粉） 少了醒麵、拉麵和甩麵的時間          |
| 產量   | 30-40斤麵線／日                                                   | 60-120斤麵線／日                                        |
| 外觀   | 粗細不一、線條較細、韌度強、顏色較白                              | 粗細整齊、線條較粗、韌度弱、色澤偏黃                    |
| 口感   | 較有彈性、水煮時麵線不易糊掉化開 麵條置於湯中，放置過夜亦不會膨脹 | 較無咬勁、麵線容易斷裂 麵條置於湯中，頂多半小時後便膨脹 |
| 鹹度   | 鹹度高（煮時勿加鹽）                                              |                                                         |
| 內容物 | 中筋麵粉、食鹽、水                                                | 高筋麵粉、食鹽、水                                      |
| 添加物 | 無化學添加物                                                      | 硼砂                                                    |
| 吸水性 | 強                                                                | 普通                                                    |
| 成本   | 高，一斤差價約10-20元                                             | 低，但售價幾乎與手工麵線相同                            |

## 現況
在1990年代以前，西衛里隨處可見師傅手拉麵條、家家戶戶懸掛的麵線如飛瀑銀絲的盛況，讓西衛里一度有「銀線之里」的美譽，但隨科技發達和工商生活型態的轉變，傳統手工麵線製法產量少、耗工時的作法，已經不足以應付當代市場的需求，現今多數麵線師傅已採用機器拌麵糰、製型、乾燥和真空包裝等方式製作麵線，大幅提升製麵效率。:5、12-13
迄今少數仍堅持以純手工製麵的鄭有福師傅表示，他自12歲起便開始向父親學習麵藝，四十年餘來對品質的堅持始終如一，但因製麵需以手工經過「壓」、「搓」、「揉」、「捏」、「擠」、「拉」、「甩」等26道手續，耗時又費力，每日僅能量產100包，無法像機器製麵的同行應付大量客戶，製作過程又深受陽光充足以及氣溫高低的影響（逢雨天便無法製麵），至今純以手工製作麵線已不啻為夕陽產業。:12
鄭有福預計於2020年退休，他僅有兩個女兒，兩名女婿又無意承接，若再無學徒，製作手工麵線的廠商可能自此斷炊，流傳170年澎湖西衛手工麵線文化，屆時將面臨失傳。

## 圖輯
澎湖縣馬公市西衛里手工麵線曬麵過程，攝於2019年1月12日。

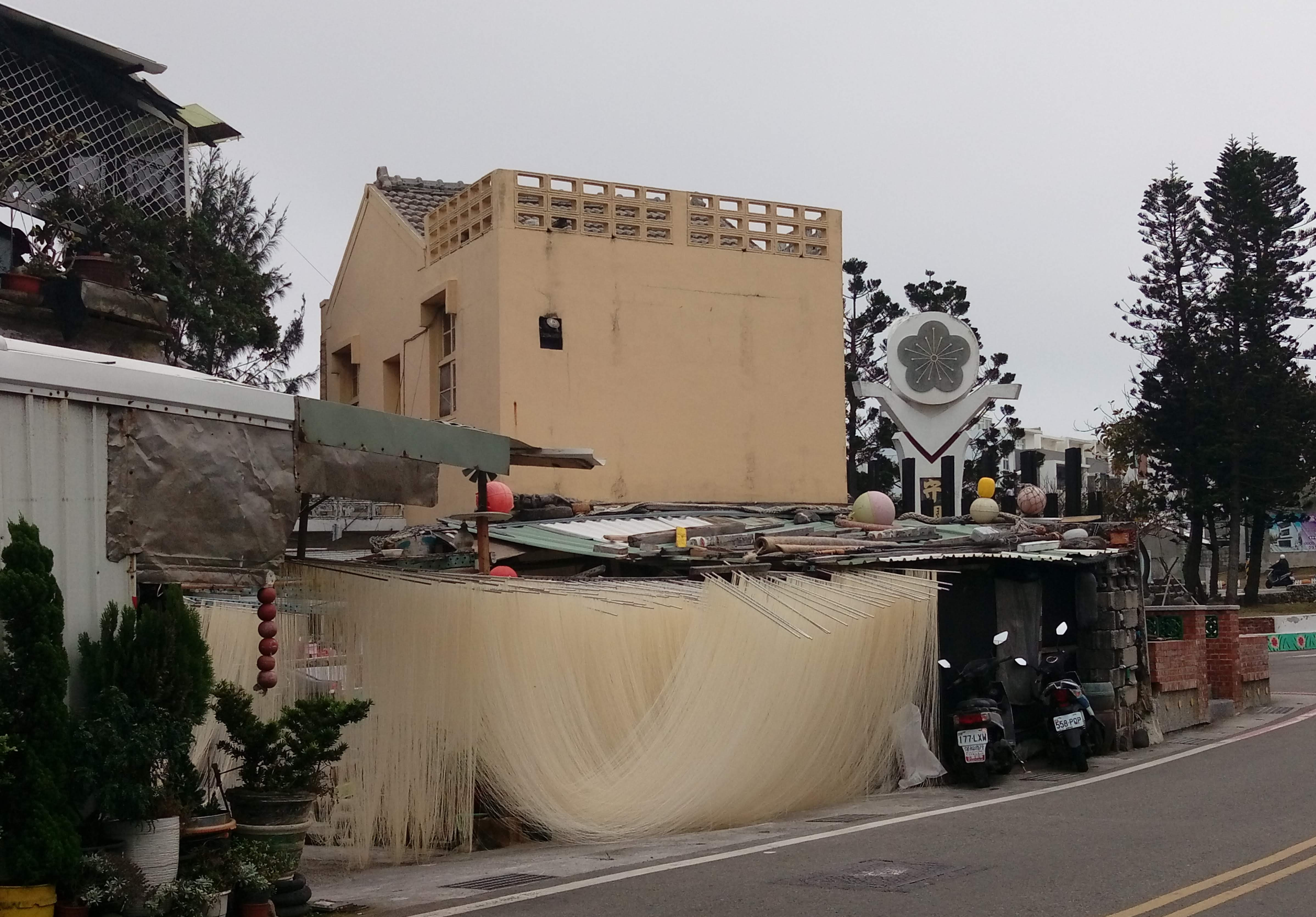
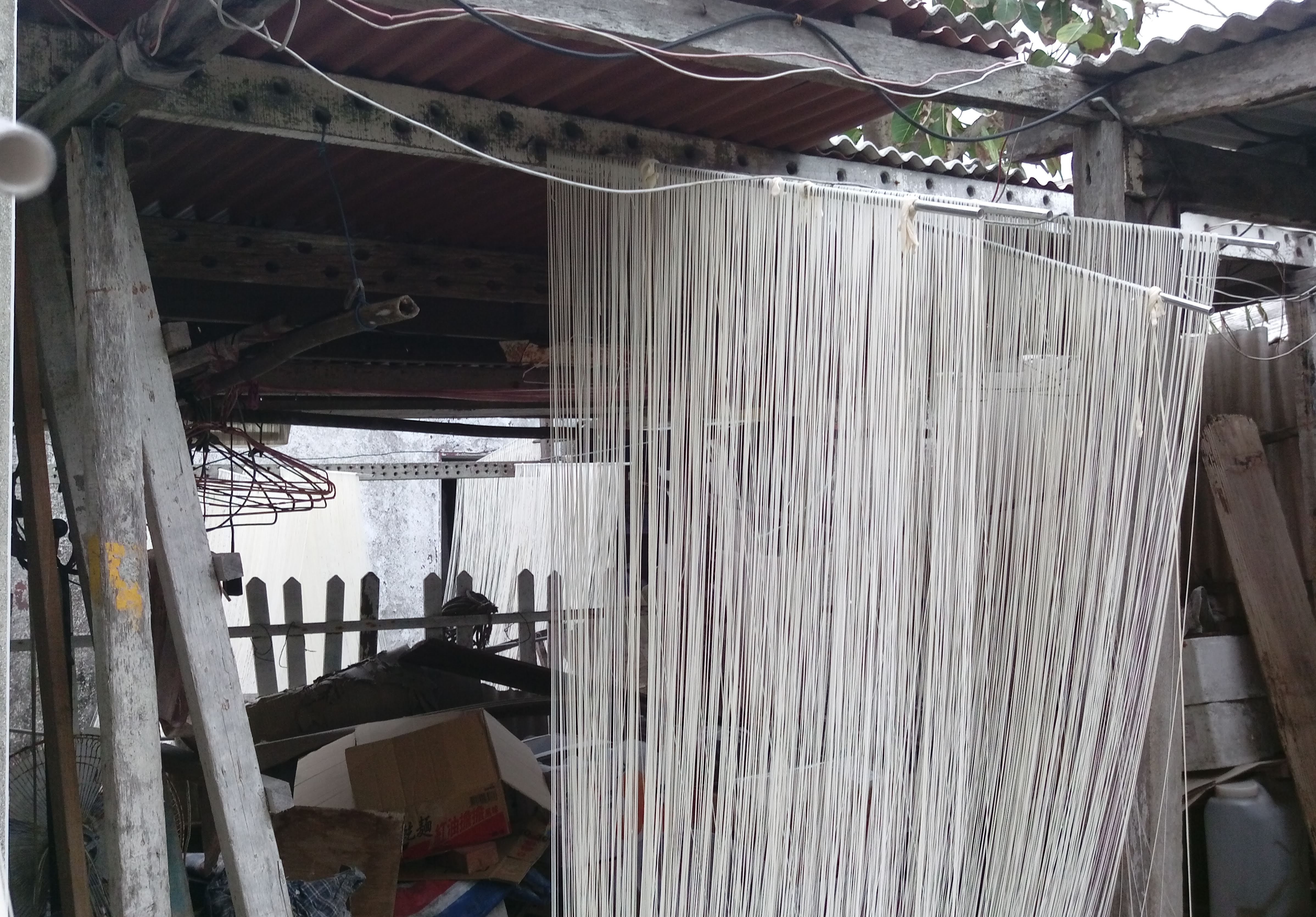
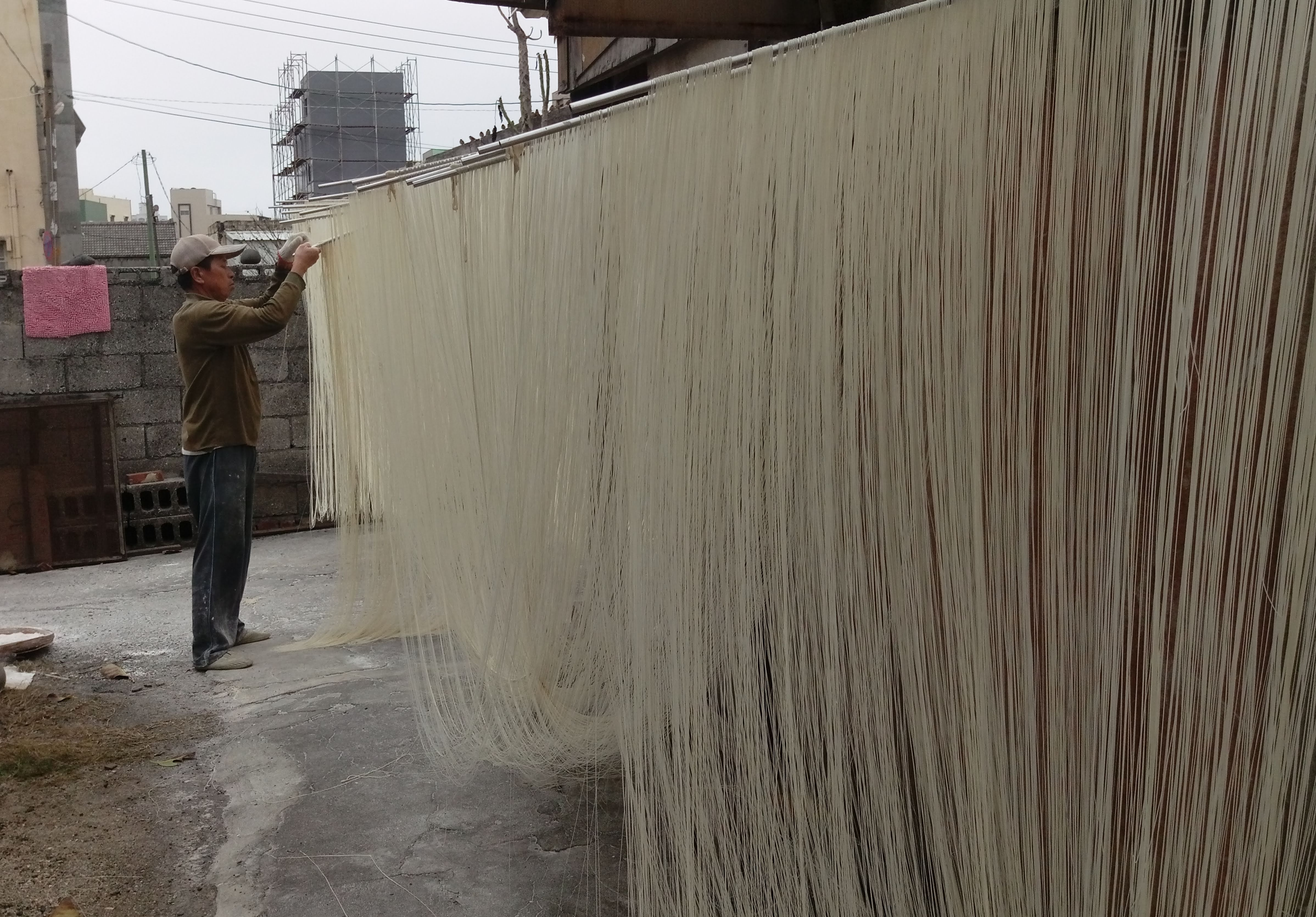
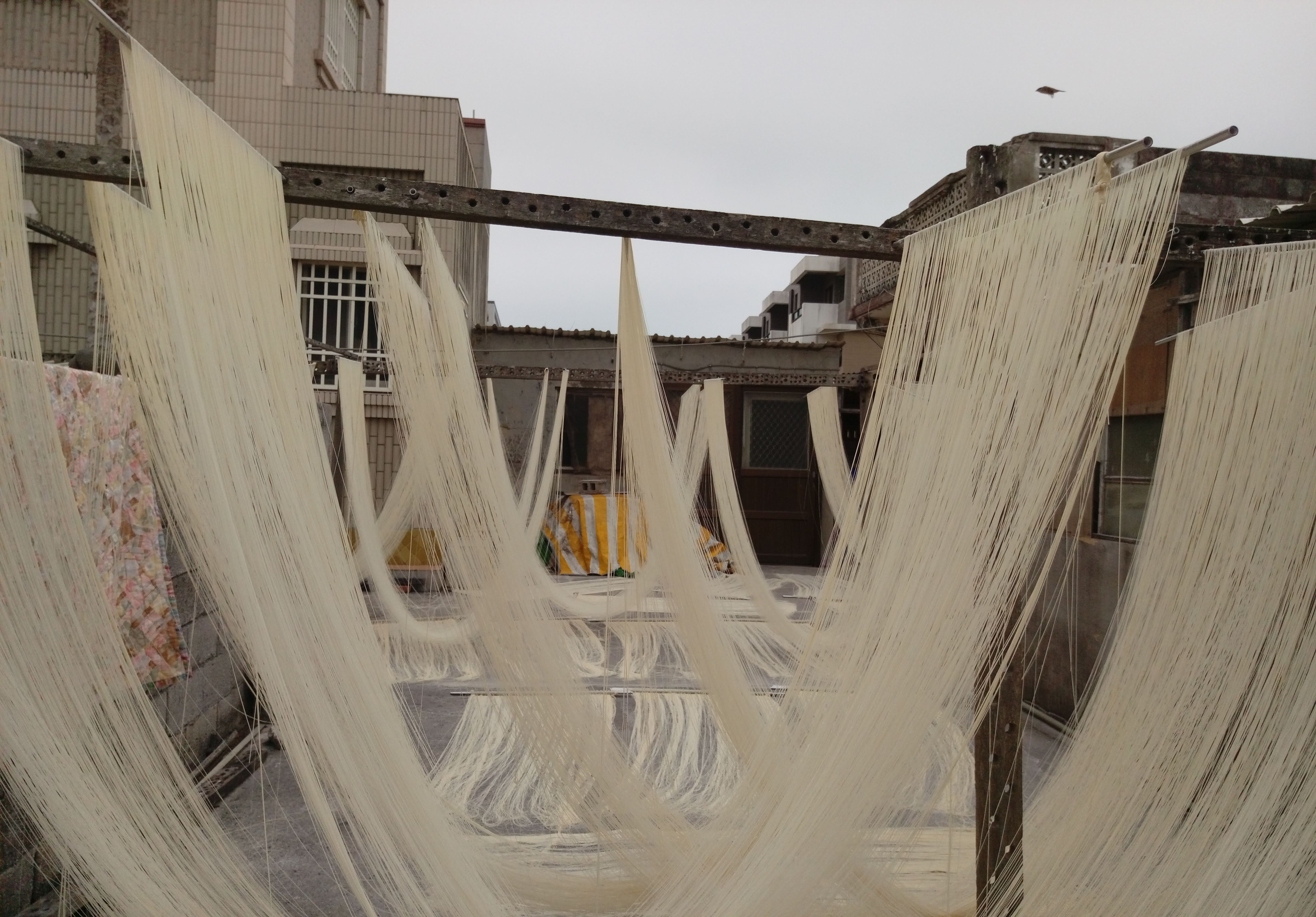
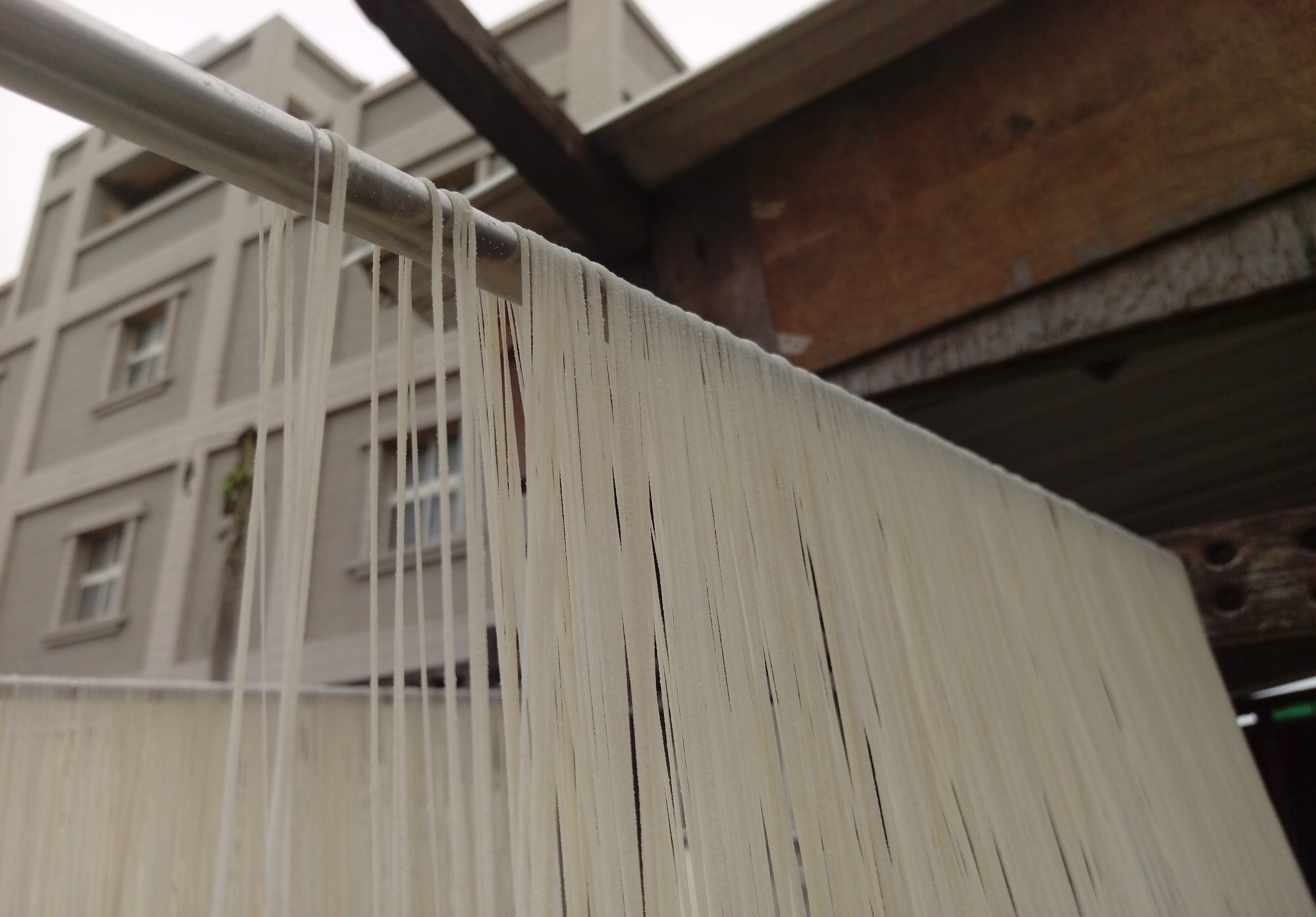